# Basketball Bundesliga de 1996–97
A Temporada 1997–98 da Basketball Bundesliga foi a 31.ª edição da principal competição de basquetebol masculino na Alemanha disputada entre 4 de setembro de 1996 e 9 de março de 1997. A equipe do Alba Berlim conquistou seu primeiro título nacional.

## Equipes participantes
| Clube                         | Localização  |
| ----------------------------- | ------------ |
| ALBA Berlin                   | Berlim       |
| Steiner Bayreuth              | Bayreuth     |
| TSV Bayer 04 Leverkusen       | Leverkusen   |
| Basketball im TuS Herten 1925 | Herten       |
| Brandt Hagen                  | Hagen        |
| MTV 1846 Giessen              | Giessen      |
| SG FT/MTV Braunschweig        | Brunsvique   |
| SSV ratiopharm Ulm 1846       | Ulm          |
| SV Tally Oberelchingen        | Elchingen    |
| Telekom Baskets Bonn          | Bona         |
| TTL uniVersa Bamberg          | Bamberga     |
| Rhöndorfer TV 1912            | Bad Honnef   |
| TVG Basketball Trier          | Tréveris     |
| BG Ludwigsburg                | Ludwigsburgo |

## Classificação Fase Regular
| Pos. | Clube                         | J  | V  | Pts      | Pt+:Pt-   | Classificação |
| ---- | ----------------------------- | -- | -- | -------- | --------- | ------------- |
| 1    | Alba Berlin                   | 24 | 2  | 48:04:00 | 2293:1927 | Playoffs      |
| 2    | Rhöndorfer TV 1912            | 18 | 8  | 36:16:00 | 2046:1986 | Playoffs      |
| 3    | TVG Basketball Trier          | 17 | 9  | 34:18:00 | 2250:2192 | Playoffs      |
| 4    | TSV Bayer 04 Leverkusen       | 15 | 11 | 30:22:00 | 2183:2128 | Playoffs      |
| 5    | SV Tally Oberelchingen        | 14 | 12 | 28:24:00 | 2244:2210 | Playoffs      |
| 6    | TTL uniVersa Bamberg          | 14 | 12 | 28:24:00 | 2003:1909 | Playoffs      |
| 7    | Telekom Baskets Bonn          | 13 | 13 | 26:26:00 | 2054:1940 | Playoffs      |
| 8    | SG FT/MTV Braunschweig        | 13 | 13 | 26:26:00 | 2125:2113 | Playoffs      |
| 9    | SSV ratiopharm Ulm 1846       | 13 | 13 | 26:26:00 | 2220:2004 | Playouts      |
| 10   | MTV 1846 Giessen              | 12 | 14 | 00:28    | 2101:2110 | Playouts      |
| 11   | Basketball im TuS Herten 1925 | 11 | 15 | 22:30    | 2258:2347 | Playouts      |
| 12   | Brandt Hagen                  | 9  | 17 | 18:34    | 1966:2119 | Playouts      |
| 13   | Steiner Bayreuth              | 6  | 20 | 12:40    | 2073:2249 | Playouts      |
| 14   | BG Ludwigsburg                | 3  | 23 | 06:46    | 1765:2147 | Playouts      |

## Playoffs
|  | Quartas de final | Quartas de final        | Quartas de final        |                      |   | Semifinais           | Semifinais | Semifinais |  |  | Final | Final       | Final |
|  |                  |                         |                         |                      |   |                      |            |            |  |  |       |             |       |
|  |                  |                         |                         |                      |   |                      |            |            |  |  |       |             |       |
|  | 1                | Alba Berlin             | 4                       |                      |   |                      |            |            |  |  |       |             |       |
|  | 8                | SG FT/MTV Braunschweig  | 0                       |                      |   |                      |            |            |  |  |       |             |       |
|  | 8                | SG FT/MTV Braunschweig  | 0                       |                      |   | Alba Berlin          | 3          |            |  |  |       |             |       |
|  |                  |                         |                         |                      |   | Alba Berlin          | 3          |            |  |  |       |             |       |
|  |                  |                         | TSV Bayer 04 Leverkusen | 1                    |   |                      |            |            |  |  |       |             |       |
|  | 4                | TSV Bayer 04 Leverkusen | TSV Bayer 04 Leverkusen | 1                    | 4 |                      |            |            |  |  |       |             |       |
|  | 4                | TSV Bayer 04 Leverkusen |                         |                      | 4 |                      |            |            |  |  |       |             |       |
|  | 5                | SV Tally Oberelchingen  | 0                       |                      |   |                      |            |            |  |  |       |             |       |
|  |                  |                         |                         |                      |   |                      |            |            |  |  |       | Alba Berlin | 3     |
|  |                  |                         |                         | Telekom Baskets Bonn | 1 |                      |            |            |  |  |       |             |       |
|  | 2                | Rhöndorfer TV 1912      | 2                       |                      |   |                      |            |            |  |  |       |             |       |
|  | 7                | Telekom Baskets Bonn    | 4                       |                      |   |                      |            |            |  |  |       |             |       |
|  | 7                | Telekom Baskets Bonn    | 4                       |                      |   | Telekom Baskets Bonn | 3          |            |  |  |       |             |       |
|  |                  |                         |                         |                      |   | Telekom Baskets Bonn | 3          |            |  |  |       |             |       |
|  |                  |                         | TTL uniVersa Bamberg    | 0                    |   |                      |            |            |  |  |       |             |       |
|  | 3                | TVG Basketball Trier    | TTL uniVersa Bamberg    | 0                    | 1 |                      |            |            |  |  |       |             |       |
|  | 3                | TVG Basketball Trier    |                         |                      | 1 |                      |            |            |  |  |       |             |       |
|  | 6                | TTL uniVersa Bamberg    | 4                       |                      |   |                      |            |            |  |  |       |             |       |

## Campeões da Basketball Bundesliga (BBL) 1996–97
| Campeões da BBL 1996–97 |
| ----------------------- |
| Alba Berlim 1.º título  |

## Clubes alemães em competições europeias
| Clube                   | Competição    | Resultado                                                    |
| ----------------------- | ------------- | ------------------------------------------------------------ |
| Alba Berlin             | FIBA Euroliga | Eliminado no TOP16 por FC Barcelona (77-95;62-72)            |
| TSV Bayer 04 Leverkusen | FIBA Euroliga | Eliminado na Fase de Grupos (6º no Gr. H com 2v - 14d)       |
| Steiner Bayreuth        | Copa Korać    | Eliminado Fase de Grupos (3º no Gr. J com 3v - 3d)           |
| SV Tally Oberelchingen  | Copa Korać    | Eliminado na Ronda dos 32 por Zrinjevac (89-100:78-80)       |
| TTL uniVersa Bamberg    | Copa Korać    | Eliminado Fase de Grupos (4º no Gr. D com 2v - 4d)           |
| MTV 1846 Giessen        | Copa Korać    | Eliminado Fase de Grupos (3º no Gr. G com 3v - 3d)           |
| Brandt Hagen            | FIBA EuroCopa | Eliminado na Ronda dos 32 por Real Madrid (71-98;80-86)      |
| SSV ratiopharm Ulm 1846 | FIBA EuroCopa | Eliminado na Ronda dos 32 por Hapoel Jerusalem (77-99:80-87) |